# Vítonice (district de Znojmo)
Pour les articles homonymes, voir Vítonice.
Vítonice (en allemand : Wainitz) est une commune du district de Znojmo, dans la région de Moravie-du-Sud, en République tchèque. Sa population s'élevait à 251 habitants en 2020.

## Géographie
Prosiměřice se trouve à 13 km au nord-est de Znojmo, à 43 km au sud-est de Brno et à 182 km au sud-est de Prague.
La commune est limitée par Želetice et Hostěradice au nord, par Oleksovice à l'est, par Stošíkovice na Louce et Prosiměřice au sud, et par Žerotice à l'ouest.

## Histoire
La première mention écrite du village date de 1351.